# Xanthodaphne translucida
Xanthodaphne translucida é uma espécie de gastrópode do gênero Xanthodaphne, pertencente a família Raphitomidae.